# Движение 1389
Движение 1389 (серб. Покрет 1389) — сербское крайне правое молодёжное движение. Организация является неправительственной и некоммерческой. «Движение 1389» выступает против независимости Косово и получило признание Сербской Православной Церкви.

## Идеология
Название — в честь года Битвы на Косовом поле.
Движение является сербским националистическим, резко выступает против прав ЛГБТ (особенно гей-парада в Белграде) и поддерживает обязательную военную службу.
Движение выступает против интеграции в ЕС и в НАТО, которые оно считает действующими против «свободной Сербии». Вместо этого группа поддерживает евразийскую интеграцию. Они решительно выступают против Брюссельского соглашения 2013 года и «нормализации» отношений с Косово, что, по их утверждению, является эвфемизмом независимости Косово и Метохии.

## История
4 декабря 2008 года несколько членов, в том числе пресс-секретарь Миша Вачич, были исключены из организации. Вачич сформировал Сербское народное движение 1389, которое было официально зарегистрировано 15 марта 2010 года. 
В феврале 2014 года Движение получило одобрение Сербской Православной Церкви на проведение митингов против абортов в церквях Белградского и Карловицкого архиепископства.

## Внешние ссылки
- 1389 г., Видовданское паломничество.
- 1389, Культурная, психологическая и медийная агрессия против Сербии.